# Ваља Маре (Думешти)
Ваља Маре (рум. Valea Mare) насеље је у Румунији у округу Васлуј у општини Думешти. Oпштина се налази на надморској висини од 143 m.

## Становништво
Према подацима из 2002. године у насељу је живело 801 становника, од којих су сви румунске националности.